# Elio Di Rupo
Elio Di Rupo (ur. 18 lipca 1951 w Morlanwelz) – belgijski i waloński polityk, wieloletni przewodniczący frankofońskiej Partii Socjalistycznej. Premier Walonii (1999–2000, 2005–2007, 2019–2024) i były wicepremier Belgii. Premier Belgii od 2011 do 2014.

## Życiorys

### Młodość i edukacja
Syn włoskich imigrantów zarobkowych z San Valentino, przybyłych do Belgii w 1947. Ojciec, z zawodu górnik, zginął w wypadku samochodowym rok po urodzinach syna. Z powodu problemów finansowych rodziny spowodowanych śmiercią głównego żywiciela, niepiśmienna matka oddała troje z siedmiorga dzieci do miejscowego sierocińca.
Uczęszczał do szkoły technicznej, następnie ukończył studia chemiczne na Université de Mons-Hainaut (UMH). Na tej samej uczelni uzyskał stopień naukowy doktora w 1978. W latach 1977–1978 był pracownikiem naukowym na University of Leeds w Wielkiej Brytanii. W 1978 był asystentem, a w 1982 kierownikiem badań na Université de Mons-Hainaut.
Elio Di Rupo nie mówi płynnie w języku niderlandzkim, jednym z dwóch głównych języków urzędowych Belgii.

### Działalność polityczna do 2011
W działalność polityczną zaangażował się w latach 70. w czasie studiów w Mons, kiedy to w 1977 wstąpił do organizacji młodzieżowej Partii Socjalistycznej (PS). W 1982 z ramienia PS uzyskał mandat radnego miasta Mons. W latach 1982–1985 wchodził w skład gabinetu Philippe’a Busquina, ówczesnego ministra budżetu i energii w gabinecie Regionu Walońskiego. W 1985 objął funkcję inspektora generalnego w Inspekcji Energii Regionu Walońskiego (1985–1987). W 1986 został radnym odpowiedzialnym za sprawy społeczne. Z jego inicjatywy w 1984 w Mons zapoczątkowany został doroczny Międzynarodowy Festiwal Filmów Miłosnych (Festival International du Film d’Amour).
Charakterystycznym elementem jego ubioru stała się z czasem czerwona muszka.
W 1987 po raz pierwszy objął mandat deputowanego do federalnej Izby Reprezentantów. Sprawował go kilkakrotnie (1987–1989, 1995, 2003–2005, 2007–2009), zasiadał także w Senacie (1991–1995). Od 1989 do 1991 był deputowanym do Parlamentu Europejskiego.
Od lutego 1992 do stycznia 1994 zajmował stanowisko ministra edukacji oraz ministra ds. audiowizualnych we władzach wspólnoty francuskiej. W styczniu 1994 zastąpił zamieszanego w aferę korupcyjną Augusta Guya Coëme na stanowisku wicepremiera oraz ministra transportu i przedsiębiorstw państwowych w rządzie Jean-Luka Dehaene. W 1996 został publicznie pomówiony przez młodego geja o kontakty seksualne z nieletnimi. Elio Di Rupo został oczyszczony z tych zarzutów przez sąd, jednocześnie w trakcie tej sprawy ujawnił, że jest gejem. Sprawa ta nie wpłynęła na jego karierę polityczną, pozostał w rządzie federalnym do 1999. Od czerwca 1995 do lipca 1999 zajmował w nim stanowisko wicepremiera oraz ministra gospodarki i telekomunikacji.
W październiku 1999 objął stanowisko przewodniczącego Partii Socjalistycznej (zastąpił Philippe’a Busquina), z którego zrezygnował w 2011 po około 12 latach w związku z objęciem funkcji premiera. W głosowaniu na przewodniczącego w 1999 zdobył 71% głosów, pokonując trzech innych kandydatów. W kolejnych wyborach na tę funkcję we wrześniu 2003 i w lipcu 2007 uzyskiwał poparcie wynoszące odpowiednio 94% i 89% głosów. W 1999 oraz w 2007 był wybierany na wiceprzewodniczącego Międzynarodówki Socjalistycznej.
W lipcu 1999 powołano go na urząd ministra-prezydenta Regionu Walońskiego, który sprawował do kwietnia 2000. W październiku 2000 został wybrany na burmistrza Mons (funkcję tę pełnił formalnie przez trzy kadencje do 2018). W październiku 2005, po związanej ze skandalem korupcyjnym rezygnacji Jean-Claude’a Van Cauwenberghe, ponownie stanął na czele walońskiego rządu. Obowiązki premiera regionu wykonywał do lipca 2007. W 2001 uzyskał honorowy tytuł ministra stanu. Wchodził również w skład Konwentu Europejskiego, którego celem było wypracowywanie założeń Traktatu ustanawiającego Konstytucję dla Europy.
W 2007 odnowił mandat poselski na szczeblu federalnym, jednak w czerwcu 2009 przeniósł się do pracy w Parlamencie Walońskim. W wyborach parlamentarnych w czerwcu 2010 został ponownie wybrany w skład Izby Reprezentantów. Partia Socjalistyczna zdobyła wówczas 26 mandatów, stając się największą siłą polityczną w Walonii, a socjaliści zostali najliczniejszą frakcją w całym parlamencie federalnym.

### Premier Belgii
Elio Di Rupo był jednym z głównych negocjatorów podczas kryzysu rządowego, w wyniku którego przez wiele miesięcy od czasu wyborów w 2010 partie polityczne nie były w stanie stworzyć nowego rządu. 16 maja 2011 król powierzył mu funkcję tzw. formatora (formateur), mającego koordynować rozmowy koalicyjne. Ostatecznie 30 listopada 2011 sześć ugrupowań (partie socjalistyczne, chadeckie i liberalne flamandzkie i walońskie) uzgodniło umowę koalicyjną, w wyniku której Elio Di Rupo został oficjalnym kandydatem na urząd premiera Belgii. Jednym z powodów przyspieszających negocjacje był pogarszający się stan finansów państwa i związane z tym obniżenie ratingu Belgii. W umowie zawarto kompromis dotyczący podziału gmin leżących wokół Regionu Stołecznego Brukseli pomiędzy Region Waloński i Region Flamandzki, a także dotyczący przekazania części uprawnień władz federalnych do władz tychże regionów. Dodatkowo ustalony został plan trzyletnich oszczędności budżetowych w wysokości 11,3 mld euro i obniżenia deficytu budżetowego poniżej poziomu 3% PKB w 2012 oraz osiągnięcie zbilansowanego budżetu do 2015.
Rząd Elia Di Rupo został zaprzysiężony i rozpoczął urzędowanie 6 grudnia 2011. W ten sposób doszło do zakończenia najdłuższego w historii, bo trwającego 541 dni, kryzysu gabinetowego, w czasie którego krajem administrował ustępujący rząd. W skład gabinetu weszły walońska Partia Socjalistyczna (PS), flamandzka Partia Socjalistyczna (sp.a), Chrześcijańscy Demokraci i Flamandowie (CD&V), walońscy chadecy z Centrum Demokratyczno-Humanistycznego (cdH), liberałowie z Regionu Flamandzkiego z Open VLD i z Regionu Walońskiego z MR – łącznie 13 ministrów (z premierem) i 6 sekretarzy stanu. Elio Di Rupo został pierwszym od 1974 premierem Belgii wywodzącym się z partii socjalistycznej oraz z francuskojęzycznego Regionu Walońskiego. Jego gabinet utrzymał się do końca kadencji parlamentu. W 2014 Elio Di Rupo ponownie uzyskał mandat deputowanego do Izby Reprezentantów.

### Działalność polityczna od 2014
11 października 2014, w dniu powołania nowego gabinetu, którego kierownictwo objął Charles Michel, Elio Di Rupo zakończył urzędowanie na stanowisku premiera. Powrócił w tym samym roku do wykonywania obowiązków przewodniczącego PS. W 2019 wybrany na kolejną kadencję niższej izby federalnego parlamentu. We wrześniu tegoż roku po raz trzeci w karierze objął stanowisko premiera Walonii. W następnym miesiącu zakończył pełnienie funkcji przewodniczącego swojej partii.
W 2024 uzyskał mandat posła do Europarlamentu X kadencji. W lipcu tego samego roku na funkcji premiera Walonii zastąpił go Adrien Dolimont z MR.

## Skład rządu
- premier: Elio Di Rupo (PS)
- wicepremier, minister gospodarki, spraw konsumentów i Morza Północnego: Johan Vande Lanotte (sp.a)
- wicepremier (od 5 marca 2013), minister obrony: Pieter De Crem (CD&V)
- wicepremier, minister ds. emerytur: Vincent Van Quickenborne (Open VLD, do 22 października 2012), Alexander De Croo (Open VLD, od 22 października 2012)
- wicepremier, minister spraw społecznych i zdrowia publicznego: Laurette Onkelinx (PS)
- wicepremier, minister spraw wewnętrznych: Joëlle Milquet (cdH, do 22 lipca 2014), Melchior Wathelet (cdH, od 22 lipca 2014)
- minister ds. przedsiębiorstw państwowych, polityki naukowej, współpracy na rzecz rozwoju: Paul Magnette (PS, do 17 stycznia 2013), Jean-Pascal Labille (PS, od 17 stycznia 2013)
- minister finansów: Steven Vanackere (CD&V, do 5 marca 2013, także wicepremier), Koen Geens (CD&V, od 5 marca 2013)
- minister zatrudnienia: Monica De Coninck (sp.a)
- minister spraw zagranicznych: Didier Reynders (MR)
- minister ds. samozatrudnienia i polityki rolnej: Sabine Laruelle (MR)
- minister budżetu i deregulacji: Olivier Chastel (MR)
- minister sprawiedliwości: Annemie Turtelboom (Open VLD, do 25 lipca 2014), Maggie De Block (Open VLD, od 25 lipca 2014)
- sekretarze stanu: John Crombez (sp.a), Philippe Courard (PS), Hendrik Bogaert (CD&V), Servais Verherstraeten (CD&V), Melchior Wathelet (cdH, do 22 lipca 2014), Maggie De Block (Open VLD, do 25 lipca 2014), Catherine Fonck (cdH, od 22 lipca 2014)